# Jhonny Peralta
Jhonny Antonio Peralta (ur. 24 maja 1982) – dominikański baseballista występujący na pozycji łącznika.

## Przebieg kariery
W kwietniu 1999 podpisał kontrakt jako wolny agent z Cleveland Indians i początkowo grał w klubach farmerskich tego zespołu, między innymi w Buffalo Bisons, reprezentującym poziom Triple-A. W MLB zadebiutował 12 czerwca 2003 w meczu przeciwko San Diego Padres. Sezon 2004 w większości spędził w Buffalo Bisons, w którym zagrał 138 meczów, uzyskując średnią 0,326. Ponadto zdobył 15 home runów, zaliczył 86 RBI i został wybrany najbardziej wartościowym zawodnikiem International League. 18 lipca 2010 w meczu z Detroit Tigers zdobył inside-the-park home runa.
Dziesięć dni później przeszedł do Detroit Tigers za Geovany'ego Soto. W lipcu 2011 po raz pierwszy został powołany do AL All-Star Team, zastępując kontuzjowanego Dereka Jetera. W sierpniu 2013 został zawieszony na 50 meczów za zażywanie niedozwolonych środków dopingujących. W grudniu 2013 jako wolny agent podpisał czteroletni kontrakt z St. Louis Cardinals.
W czerwcu 2017 został zawodnikiem Boston Red Sox, jednak po rozegraniu 10 meczów w Triple-A, Pawtucket Red Sox, został zwolniony z kontraktu.

## Nagrody i wyróżnienia
| Nagroda/wyróżnienie | Lata             | Źródło |
| 3× All-Star         | 2011, 2013, 2015 | [ 1 ]  |